# عظمة القضيب
عظمة القضيب عظمة توجد في القضيب لدى معظم الثدييات. ولا توجد هذه العظمة عند البشر،و بعض حيوانات الأبسوم ، الخيليات، الجرابيات، الأرنبيات والضبع وغيرها. وهي عظمة تساعد الحيوانات على الترابط الزوجي أثناء الجماع. وتختلف في الحجم والشكل بين أنواع الحيوانات ولذلك تستعمل خصائصها في بعض الحالات لتصنيف الأنواع المتماثلة.

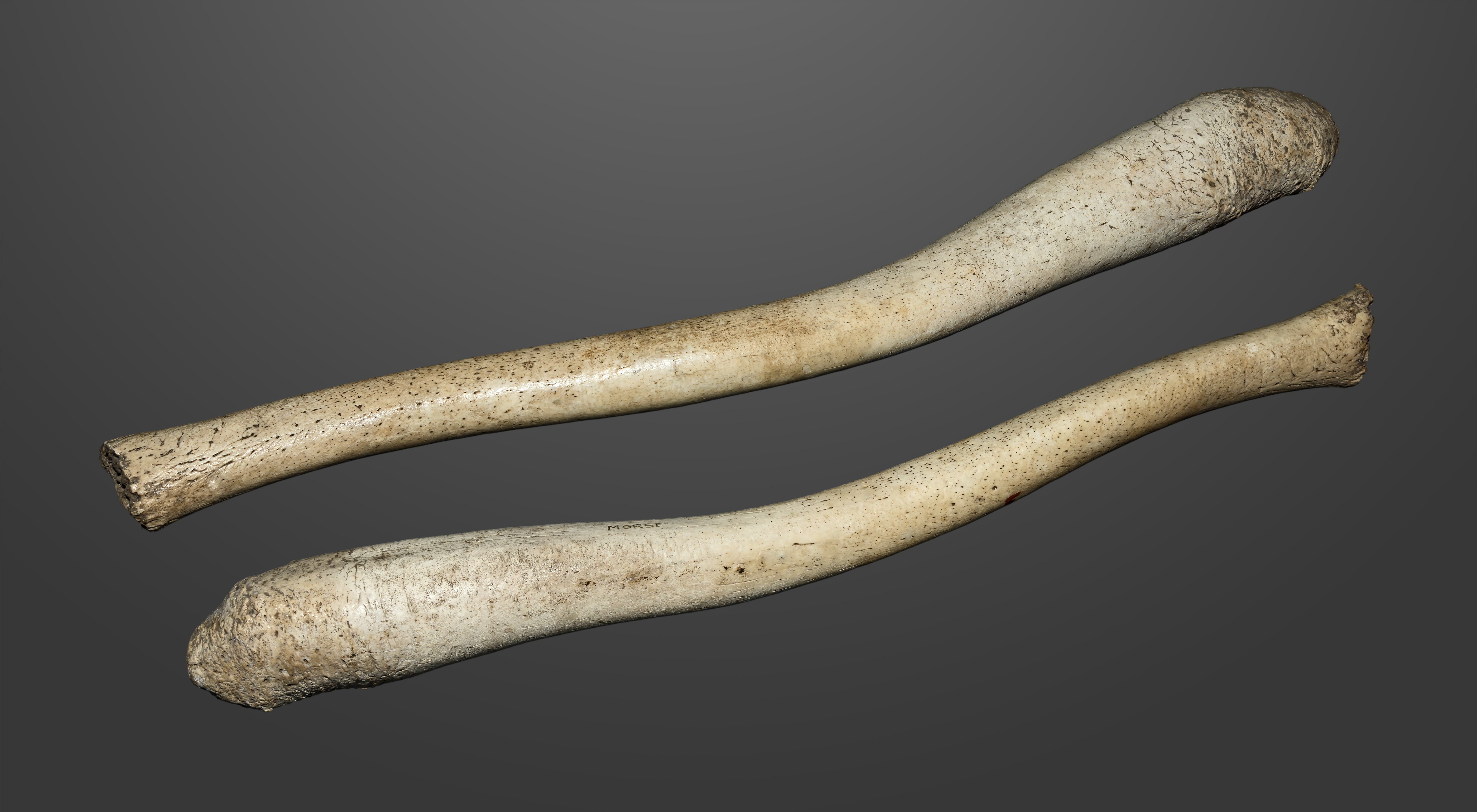
عظمة القضيب لدى حيوان الفظ يبلغ طولها 56 سم (22 إنش)